# Ctenus feai
Ctenus feai este o specie de păianjeni din genul Ctenus, familia Ctenidae, descrisă de F. O. P.-cambridge în anul 1902.
Este endemică în Myanmar. Conform Catalogue of Life specia Ctenus feai nu are subspecii cunoscute.